# Бирн, Джасмин
Джасмин Бирн (англ. Jasmine Byrne), настоящее имя — Мэри Бет Санчес (англ. Mary Beth Sanchez; род. 23 января 1985, Риверсайд, Калифорния) — американская порноактриса мексикано-индийского происхождения.

## Биография
Родилась 23 января 1985 года в Риверсайде. Младшая из девяти детей в семье. До карьеры в индустрии развлечений для взрослых работала кассиром, официанткой, и продавщицей в магазине одежды.
Начинает сниматься с 2004 года, играет во всех стилях. Первый фильм — Young Tight Latinas 6.
Берн также занимается модельным бизнесом и пишет песни в свободное время.
По данным на 2020 год, Джасмин Бирн снялась в 411 порнофильмах.

## Награды и номинации
- 2006: XRCO Award номинация — Orgasmic Oralist
- 2007: XRCO Award номинация — новая лучшая старлетка
- 2006: AVN Awards номинация — лучшая новая старлетка
- 2006: AVN Award номинация — Best Tease Performance
- 2006: AVN Award номинация — лучшая сцена анального секса
- 2006: AVN Award номинация — лучшая сцена группового секса
- 2006: AVN Award номинация — лучшая сцена триолизма
- 2007: AVN Award номинация — актриса года
- 2007: AVN Award номинация — Best Tease Performance
- 2007: AVN Award номинация — лучшая сцена группового секса
- 2007: XRCO Award номинация — Orgasmic Oralist
- 2009: AVN Award номинация — лучшая сцена группового секса
- 2009: AVN Award номинация — лучшая лесбийская сцена группового секса[5]

## Избранная фильмография

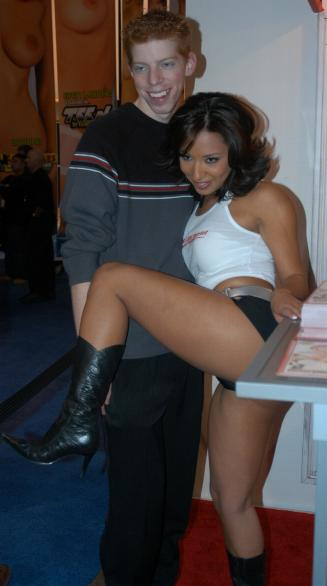
Бирн, 2005 г.

- 2004: No Man’s Land Latin Edition 5
- 2005: Dance Party
- 2006: No Man’s Land Latin Edition 7
- 2007: Not The Bradys XXX (parodie)
- 2007: Big Wet Asses 12
- 2008: Babes Illustrated 17
- 2009: Pussy Play 4
- 2010: For Her Tongue Only
- 2011: Inked In LA
- 2012: Barrio Bitches
- 2013: Pussy Smashin
- 2014: Just Pink
- 2015: Sexy Latin College Students
- 2016: Adult’s Hottest Latinas
- 2017: Mexican Ass Worship